# Лисица и пас 2
Лисица и пас 2 (енгл. The Fox and the Hound 2) амерички је анимирани филм у режији Џима Камеруда и премијерно приказан 12. децембара 2006. године. Филм је наставак Дизнијевог класика Лисица и пас из 1981. године.

## Улоге
| Глумац          | Улога          |
| --------------- | -------------- |
| Џона Бобо       | Тод            |
| Харисон Фан     | Купер          |
| Патрик Свејзи   | Кеш            |
| Риба Макентајер | Дикси          |
| Џеф Фоксворти   | Лајл           |
| Вики Лоренс     | бака Роуз      |
| Раси Тејлор     | Видоу Твид     |
| Џеф Бенет       | Ејмос Слејд    |
| Роб Полсен      | поглавица      |
| Џим Камингс     | Вајонг и Флојд |
| Стивен Рут      | Талент Скаут   |
| Кет Суси        | мачка Зелда    |
| Хана Фар        | Оливија Фармер |